# 독립기념관 (미국)
독립기념관(獨立記念館, Independence Hall)은 미국 펜실베이니아주 필라델피아에 있는 기념관이다. 1753년 원래는 펜실베이니아 식민지의 의회 건물로 완공되었고, 1775년에서 1783년까지 제2차 대륙 회의의 주요 회의 장소였으며, 1776년 7월 4일 미국 독립 선언을 한 건물이다. 필라델피아 제헌회의가 1787년 여름에 개최되기도 하였다.
1979년, 유네스코의 세계 유산(문화 유산)으로 등록되었다.

## 역사
- 1749년에 펜실베이니아주의 의사당으로 건설되었다.
- 1776년 7월 4일에 영국 식민지 하에 있던 13개 식민지 대표가 이 건물의 사랑방에 모여 토머스 제퍼슨이 기초한 미국독립선언문에 서명하였고, 이때부터 ‘독립기념관’이라고 부르게 되었다.
- 1787년에는 미국 헌법이 제정된 곳이기도 하다.
- 1790년 ~ 1800년에 필라델피아가 미국의 수도가 되면서, 미국 의회 의사당으로 사용된다. 의원 수가 적었던 ‘상원’이 2층을 사용하였고, "하원"이 1층을 회의장으로 사용한 것이 ‘상원’과 ‘하원’이라는 단어의 어원이 되었다.

## 주변
독립기념관 주변은 ‘독립 기념관 국립 역사 공원’으로 정비되어 있으며, 앞에 있는 ‘리버티 벨 파빌리온’'에는 독립 선언에 명문을 썼다는 ‘자유의 종’이 있다. 이것은 미국의 상징물 중의 하나이다. 독립 기념관 있는 필라델피아 근교에는 독립 전쟁의 랜드 마크인 밸리 포지가 있다.

## 등록 기준
이 세계 유산은 세계 유산 등록 기준의 이하의 기준을 충족하는 것으로 간주 되어 등록이 이루어졌다. 아래의 기준은 세계 유산 센터에서 번역, 인용한 것이다.
| (vi) | 현저한 보편적인 의미를 갖는 사건, 현존하는 전통 사상, 신앙 또는 예술, 문학 작품과 직접 또는 명백하게 관련하는 것 |

## 같이 보기
- 미국의 세계유산